# 볼프의 법칙
울프의 법칙은 독일의 외과 의사 율리우스 볼프(Julius Wolff, 1836-1902)에 의해 발견된 이론으로, 건강한 사람이나 동물의 뼈는 가해지는 부담이나 충격에 따라 변형된다는 이론이다. 뼈에 지속적으로 충격이나 부담이 가해지면, 뼈는 이에 적응하기 위해 더욱 단단하고 강해진다. 뼈의 내부 구성 조직인 골소주는 외부 충격에 의해 두꺼워지며, 뼈의 외부 조직 역시 이에 따라 변형된다. 반면 뼈에 가해지는 부담이 줄어들면, 뼈는 다시 약해지는데, 이는 뼈의 경도를 유지하기 위해 유발되는 신진대사의 수고를 덜기 위한 것이다.